# Diecezja Jesi
Diecezja Jesi (łac. Dioecesis Aesina) – diecezja Kościoła rzymskokatolickiego w środkowych Włoszech, w metropolii Ancona-Osimo, w regionie kościelnym Marche.
Została erygowana w VI wieku.